# Ekeby (Kumla)
Ekeby is een plaats in de gemeente Kumla in het landschap Närke en de provincie Örebro län in Zweden. De plaats heeft 345 inwoners (2005) en een oppervlakte van 53 hectare.